# Referendum na Litwie w 2003 roku
Referendum na Litwie w 2003 roku – referendum w sprawie przystąpienia Litwy do Unii Europejskiej i ratyfikacji traktatu ateńskiego, tzw. referendum europejskie bądź akcesyjne, trwało dwa dni – 11 i 12 maja 2003.
Litwini odpowiadali na następujące pytanie:

Czy popierasz członkostwo Republiki Litewskiej w Unii Europejskiej?

## Wyniki referendum
W referendum wzięło 65% uprawnionych do głosowania. Za akcesją głosowało 91% z nich, przeciw było 9%.
Referendum było ważne, ponieważ frekwencja wyniosła więcej niż wymagane 50%.